# Schlacht auf dem Sventanafeld
In der Schlacht auf dem Sventanafeld, also dem Schwentinefeld bei Bornhöved, besiegten 798 die slawischen Abodriten mit fränkischer Unterstützung die Sachsen Nordalbingiens.

## Vorgeschichte
Nachdem Karl der Große in den Sachsenkriegen die sächsischen Gaue bis zur Elbe weitgehend befriedet hatte, entsandte er zur Durchsetzung der Kapitulationsbedingungen Königsboten (missi) zu den nordalbingischen Sachsen in den dortigen Gauen Stormarn, Dithmarschen und Holstein. Die Sachsen nahmen zu Ostern 797 die königlichen Gesandten gefangen, von denen sie einige sofort niedermetzelten, andere für Lösegeld zurückbehielten. Während sich Karl 798 Nordalbingien mit einem großen Heeresaufgebot von Süden näherte, versammelte Drasco auf Veranlassung des fränkischen Militärberaters Eburis sein Heer im slawischen Ostholstein, um die Sachsen von Nordosten anzugreifen.

## Verlauf
Den Sachsen waren die Aufmarschbewegungen auf slawischer Seite nicht entgangen, und sie traten den Abodriten unmittelbar am Grenzsaum auf der Ebene des Schwentinefeldes, einer unbesiedelten Sanderfläche, entgegen. Auf der Seite der Abodriten führte Drasco das Aufgebot in die Schlacht. Den rechten Flügel befehligte der Franke Eburis, möglicherweise mit fränkischen Hilfstruppen. Der Kampf wurde als offene Feldschlacht geführt. Über den Verlauf gibt es unterschiedliche Angaben. Nach der Darstellung in den fränkischen Annales regni Francorum fielen 4000 der angreifenden Sachsen, die angesichts der sich abzeichnenden Niederlage vom Schlachtfeld geflohen seien. Viele der Flüchtenden sollen anschließend ergriffen und hingerichtet worden sein. Demgegenüber überliefert die Chronik von Moissac einen Angriff der Abodriten und 2901 getötete Sachsen. Abodritische oder sächsische Schriftzeugnisse sind nicht vorhanden.

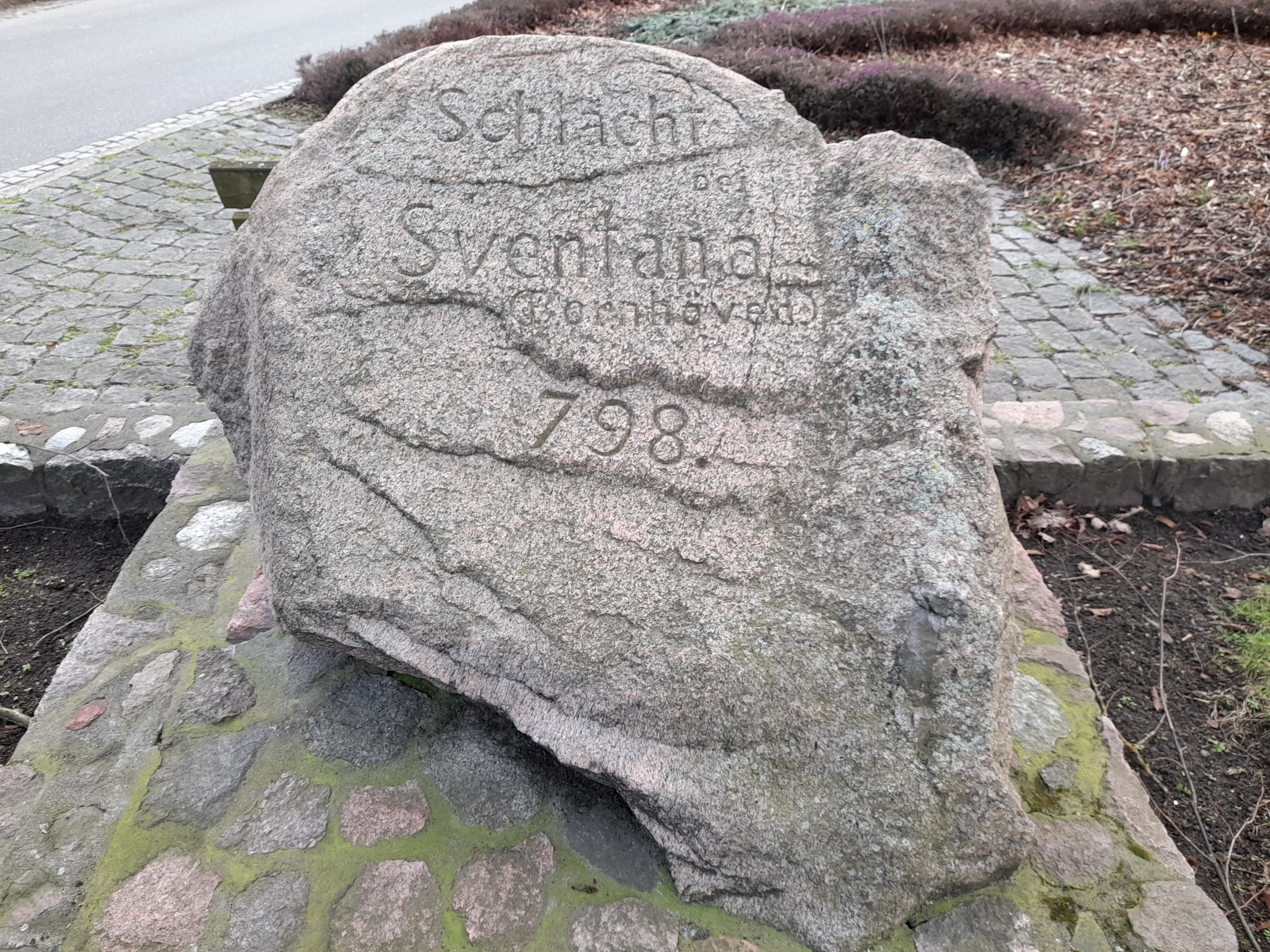
Mahnmal für die Schlacht auf dem Adolfsplatz in Bornhöved

## Nachwirkungen
Mit der Niederlage der nordelbischen Sachsen war der Widerstand gegen das Frankenreich Karls des Großen in Nordalbingien gebrochen. Die Franken deportierten eine bedeutende Anzahl von Sachsen nach Süden und überließen große Teile Nordalbingiens den Abodriten. Von dieser Ansiedelung erhoffte sich Karl der Große einen Schutz der fränkischen Nordgrenze gegen die Dänen. Diese Hoffnung wurde bereits 808 enttäuscht, als die Dänen unter Göttrick die Abodriten besiegten und tributpflichtig machten. Daraufhin besetzten die Franken Nordalbingien mit loyalen sächsischen Truppen und errichteten 809 die Burg Esesfelth als Grenzburg gegen die Dänen. Die deportierten Sachsen wurden wieder zurückgeschafft und sollten nun ihrerseits die ursprünglich den Abodriten zugedachte Rolle übernehmen. Nach Osten grenzten die Franken ihr politisches Einflussgebiet gegen die Abodriten durch den Limes Saxoniae ab.